# Central Philippine University

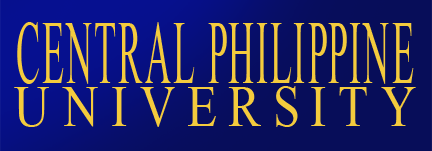
Banner der Universität

Das Iloilo Mission Hospital [mit dem Medical Arts Building des hospital] (Universität hospital der Central Philippine University).

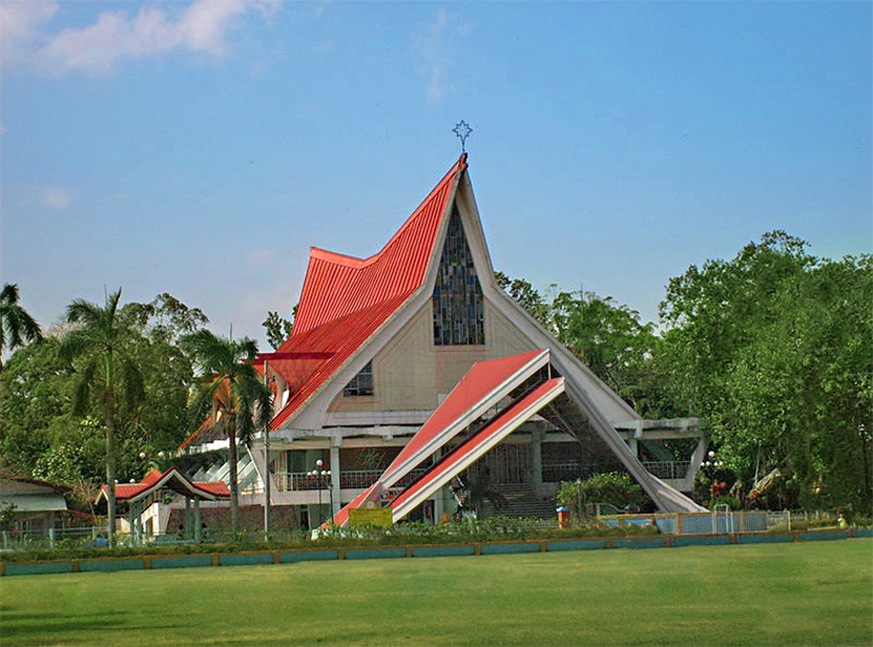
Die Universitätskirche

Die Central Philippine University (CPU), Filipino: Pamantasan ng Gitnang Pilipinas, befindet sich in Iloilo City, in der Provinz Iloilo auf den Philippinen. Sie gilt als eine bedeutende Bildungseinrichtung in der Verwaltungsregion der Western Visayas. Träger der Universität ist die Convention of Philippine Baptist Churches. Die Verwaltung der Universität wird von der Filipino Corporation of Central Philippine University übernommen. Der Campus der Universität befindet sich in der Lopez Jaena St., im Barangay Jaro in Iloilo City.
Die Universität ist Mitglied in der Association of Christian Schools, Colleges and Universities (ACSCU) und der Association of Christian Universities and Colleges in Asia (ACUCA). Im Jahr 2006 schrieben sich ca. 12.000 Studenten in die einzelnen Ausbildungskurse und Seminare der Universität ein.

## Fakultäten
Die Central Philippine University beherbergt neun verschiedene Fakultäten, diese sind in Hochschul- und Fachschulbereiche, sowie in der Berufsausbildung in Colleges gegliedert. Dieses sind die College of Agriculture, Resources and Environmental Sciences, College of Arts and Sciences, College of Business and Accountancy, College of Computer Studies, College of Education, College of Engineering, Dr. Lucio C. Tan College of Hospitality Management, College of Nursing und das College of Theology.

## Geschichte
Die Geschichte der Universität begann 1905, als die Jaro Industrial School von baptistischen amerikanischen Missionaren eröffnet wurde. Es schrieben sich im ersten Semesterlehrgang 17 Studenten ein. In der Folgezeit an der Schule die erste Studentenvereinigung der Philippinen gegründet, die Jaro Industrial School Republic. Diese gab die eine Zeitung heraus: the Central Echo, in dieser konnten sich die Studenten über Neuigkeiten, aber auch über Missstände informieren und ihre eigne Meinung kundtun. 1915 wurden die ersten Gymnasiallehrgänge an der Schule eröffnet, diese dauerten zwei Jahre. 1923 wurde der Status der Schule erhöht durch die Eröffnung des Central Philippine College. 1936 wurde das Senior College eröffnet und 1940 konnten die ersten Studienabgänge mit den akademischen Graden des Bachelor of Arts, Bachelor of Science, Bachelor of Education, Bachelor of Theology and Bachelor of Religious Education verzeichnet werden. Im Zweiten Weltkrieg wurden die Gebäude des Colleges komplett zerstört und das akademische Personal wurde teilweise umgebracht, darunter 11 Missionare. Nach dem Kriegsende begann der Wiederaufbau und die Rekonstruktion der Gebäude mit Hilfe von Spenden der baptistischen Gemeinde aus den USA. Am 1. April 1953 wurde dem College der Status einer Universität verliehen. 1966 wurde der erste Filipino Rektor der Universität, dies war Dr. Rex D. Drilon. 1968 wurde die Verwaltung von der American Baptist Foreign Mission Society an die Filipino Corporation of Central Philippine University übertragen.

## Fotos

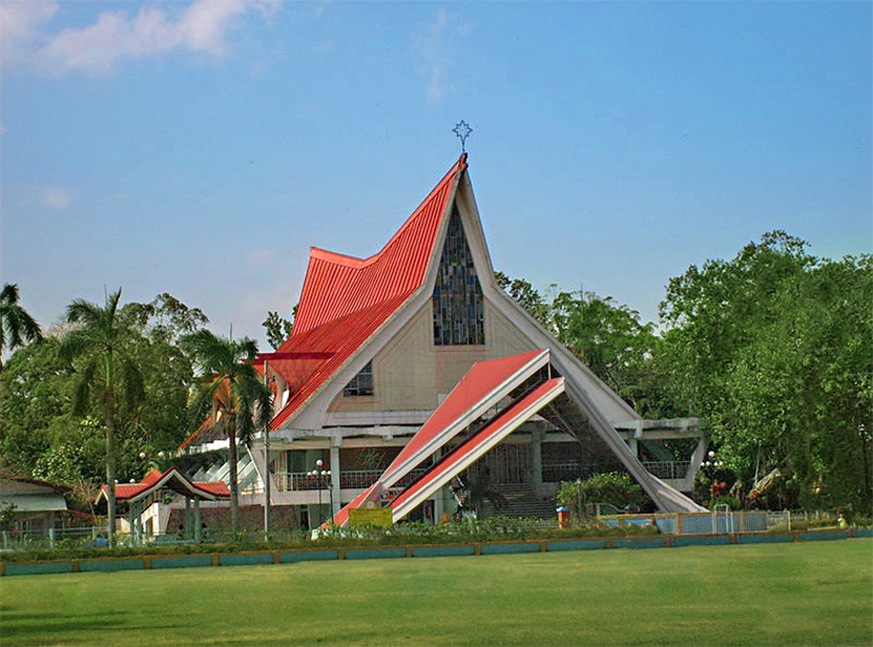
Central Philippine University Church.
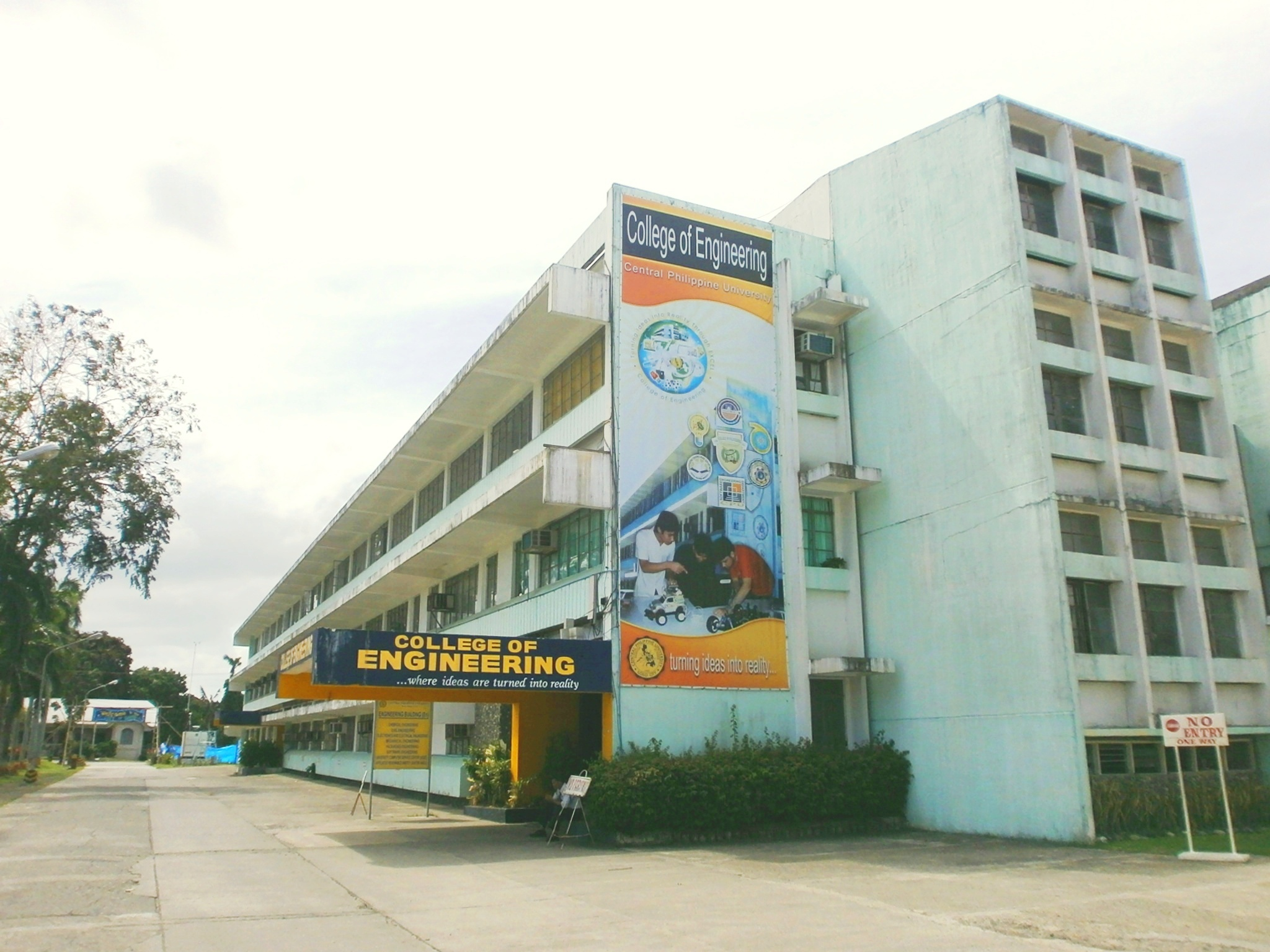
Engineering Building.
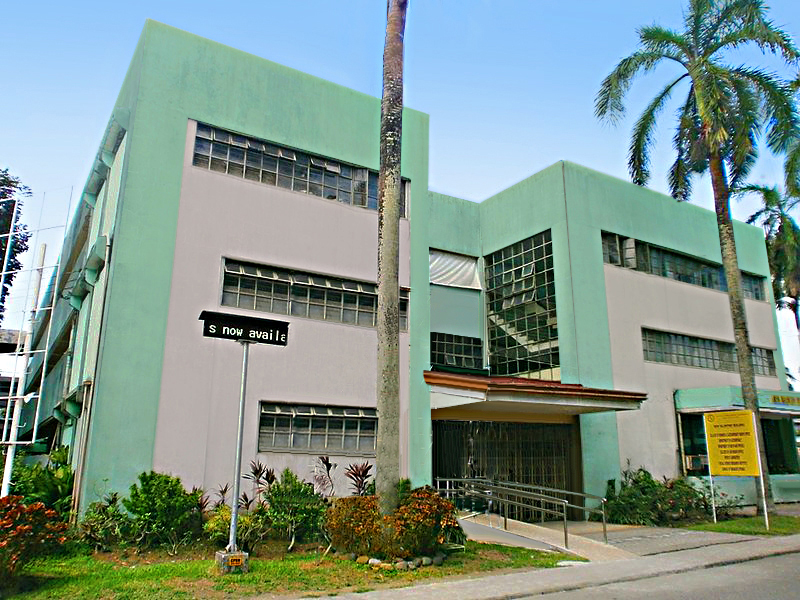
New Valentine Hall of the College of Business and Accountancy.
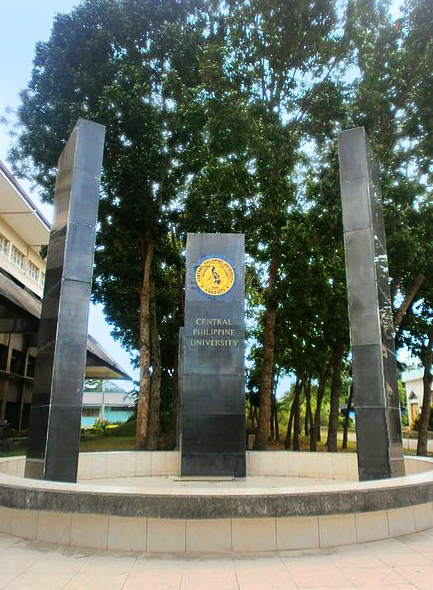
Wall of Remembrance.
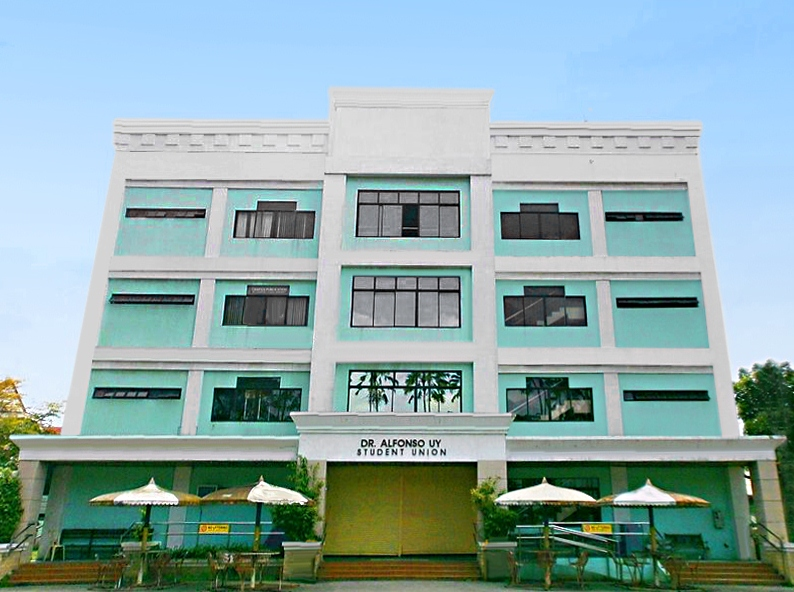
Dr. Alfonso A. Uy - Gebäude Student Union (University Food Court und ein   Mini-Einkaufszentrum).
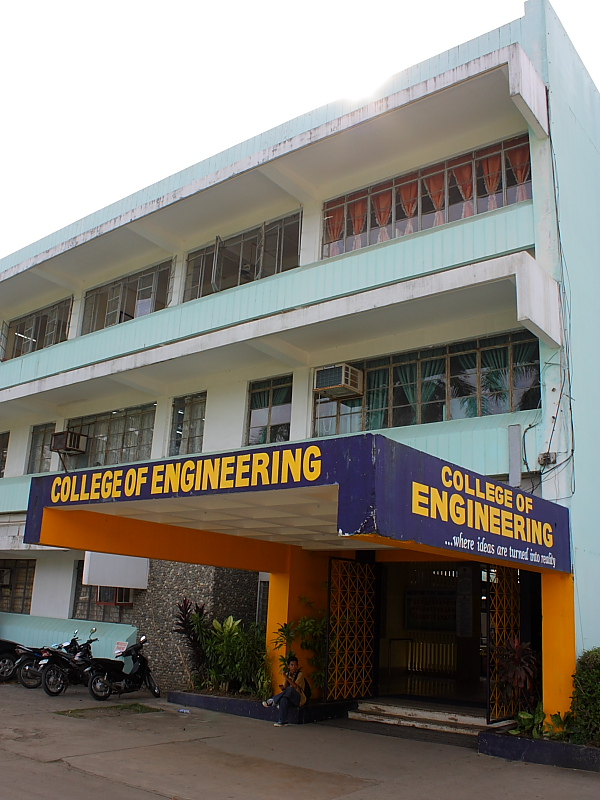
Eingang zum College of Engineering.